# Sjećaš li se Dolly Bell?
Sjećaš li se Dolly Bell? é um filme de comédia dramática iugoslavo de 1981 dirigido e coescrito por Emir Kusturica. 
Foi selecionado como representante da Iugoslávia à edição do Oscar 1982, organizada pela Academia de Artes e Ciências Cinematográficas.

## Elenco
- Slavko Štimac - Dino
- Slobodan Aligrudić - pai
- Ljiljana Blagojević - Dolly Bell
- Mira Banjac - mãe
- Pavle Vuisić - tio
- Nada Pani - tia
- Boro Stjepanović - Cvikeraš
- Žika Ristić - Čiča
- Jasmin Celo
- Mirsad Zulić
- Ismet Delahmet
- Jovanka Paripović
- Mahir Imamović
- Zakira Stjepanović
- Tomislav Gelić
- Sanela Spahović
- Fahrudin Ahmetbegović
- Samir Ruznić
- Dragan Suvak
- Aleksandar Zurovac